# Лісне (Хабаровський район)
Лісне́ (рос. Лесное) — село у складі Хабаровського району Хабаровського краю, Росія. Входить до складу Дружбинського сільського поселення.

## Населення
Населення — 149 осіб (2010; 173 у 2002).
Національний склад (станом на 2002 рік):
- росіяни — 96 %